# El llanto de Ulises
El llanto de Ulises es una obra de teatro de Germán Ubillos, que data de 1972 y estrenada en 1975.

## Argumento
La historia nos presenta la historia de Ping, quien junto a su siempre fiel criado Pong, se refugian voluntariamente en un aislado castillo durante un largo periodo de tiempo. Sin embargo, un buen día, el propio Ping, decide invitar al castillo a un buen amigo llamado Pung.Sin embargo, este hecho, desencadenará el conflicto, que alcanzará su punto culminante con la final muerte del criado Pong. Esta obra fue galardonada con el premio Guipúzcoa de Teatro de 1973.

## Estreno
- Teatro Ateneo, Madrid, 11 de junio de 1975.
  - Dirección: Antonio Guirau.
  - Compañía: Pequeño Teatro de Madrid.
  - Intérpretes: Francisco Merino (Ping), José Hervas (Pong, criado), Jesús Alcaide (Pung).